# Schukowka
Schukowka (russisch Жуковка) ist eine Stadt in der Oblast Brjansk (Russland) mit 18.269 Einwohnern (Stand 14. Oktober 2010).

## Geografie
Die Stadt liegt etwa 60 km nordwestlich der Oblasthauptstadt Brjansk am linken Ufer der Desna, eines linken Nebenflusses des Dnepr, bei der Einmündung des Flüsschens Wetma.
Schukowka ist Verwaltungszentrum des gleichnamigen Rajons.

## Geschichte
Schukowka entstand ab 1868 im Zusammenhang mit dem Eisenbahnbau zwischen Brjansk und Smolensk als Stationssiedlung, benannt nach dem Besitzer der Ländereien Schukow.
1894 eröffnete eine Eisengießerei als erstes größeres Unternehmen.
Am 31. Oktober 1931 wurde der Status einer Siedlung städtischen Typs und am 30. August 1962 das Stadtrecht verliehen.

### Bevölkerungsentwicklung
| Jahr | Einwohner |
| ---- | --------- |
| 1930 | 4.000     |
| 1939 | 10.097    |
| 1959 | 11.080    |
| 1970 | 16.173    |
| 1979 | 17.597    |
| 1989 | 19.706    |
| 2002 | 19.731    |
| 2010 | 18.269    |

Anmerkung: ab 1959 Volkszählungsdaten

## Kultur und Sehenswürdigkeiten
Beim 30 Kilometer südöstlich im Rajon Schukowka gelegenen Dorf Wschtschisch (Вщиж) existierte vermutlich seit dem 9. Jahrhundert eine gleichnamige altrussische Stadt, die 1142 urkundlich erwähnt wurde. Zu Beginn des 12. Jahrhunderts zu den Ländereien des Smolensker und Perejaslawer Fürsten Swjatoslaw Wladimirowitsch (Sohn Wladimir Monomachs) gehörend, wurde sie dann Zentrum eines kleinen autonomen Fürstentums, 1238 jedoch von den Mongolen zerstört. Bei Ausgrabungen in den 1840er und 1940er Jahren wurden Überreste steinerner Bauten, darunter einer Kirche, Verteidigungsbauwerke sowie Handwerks- und Kunstgegenstände entdeckt.
Im Dorf Owstug befindet sich ein Fjodor-Tjuttschew-Museum. Der Dichter und Diplomat wurde dort 1803 geboren.

## Wirtschaft und Infrastruktur
In Schukowka gibt es eine Fabrik für Fahrräder (Marke Desna), eine Möbel- und eine Maschinenfabrik.
Die Stadt liegt an der auf diesem Abschnitt bereits 1868 eröffneten Eisenbahnstrecke Smolensk–Brjansk–Orjol (damals Teil der Riga-Orjoler Eisenbahn). Hier zweigt eine Strecke ins 43 Kilometer entfernte Kletnja ab.
Die Fernstraße R120 Smolensk–Brjansk–Orjol führt gut zehn Kilometer südöstlich an Schukowka vorbei.
Ab Schukowka ist die Desna schiffbar, wird aber nur irregulär für die Binnenschifffahrt genutzt.

## Söhne und Töchter der Stadt
- Nikolai Charlamow (1905–1983), Admiral